# Powidl
El Powidl (també porvidl, powidla, povidla, o powidel) és una compota de pruna, sovint preparada amb prunes de Damasc, que és popular a l'Europa Central. A diferència de la melmelada, i a diferència del Pflaumenmus alemany (mus de prunes), el powidl es prepara sense edulcorants ni gelificants addicionals.
Es cuina durant diverses hores, per tal d'aconseguir la dolçor i consistència necessàries. Les prunes utilitzades s'han de collir el més tard possible, idealment després de les primeres gelades, per tal d'assegurar-se que continguin prou sucre.
A Àustria, Moràvia i Bohèmia, el powidl és la base del Buchteln, el pastís de powidl i el Germknödel, però també s'utilitza com a unt d'entrepà.
Tradicionalment, les prunes es "cuinaven massa" (per afavorir l'evaporació) en una cassola de coure, o de vegades es conservaven vinagre, o fins i tot es feien al vapor. Una recepta de "melmelada de pruna vermella fosca" (povidl) comença col·locant les prunes en una cassola de fermentació juntament amb sucre i vinagre de sidra, tot deixant-ho reposar durant un dia abans de cuinar-les. Una altra recepta de "mantega de prunes tradicional austríaca" recomana rostir les prunes al forn i després transformar aquest plat semblant a una compota en melmelada.

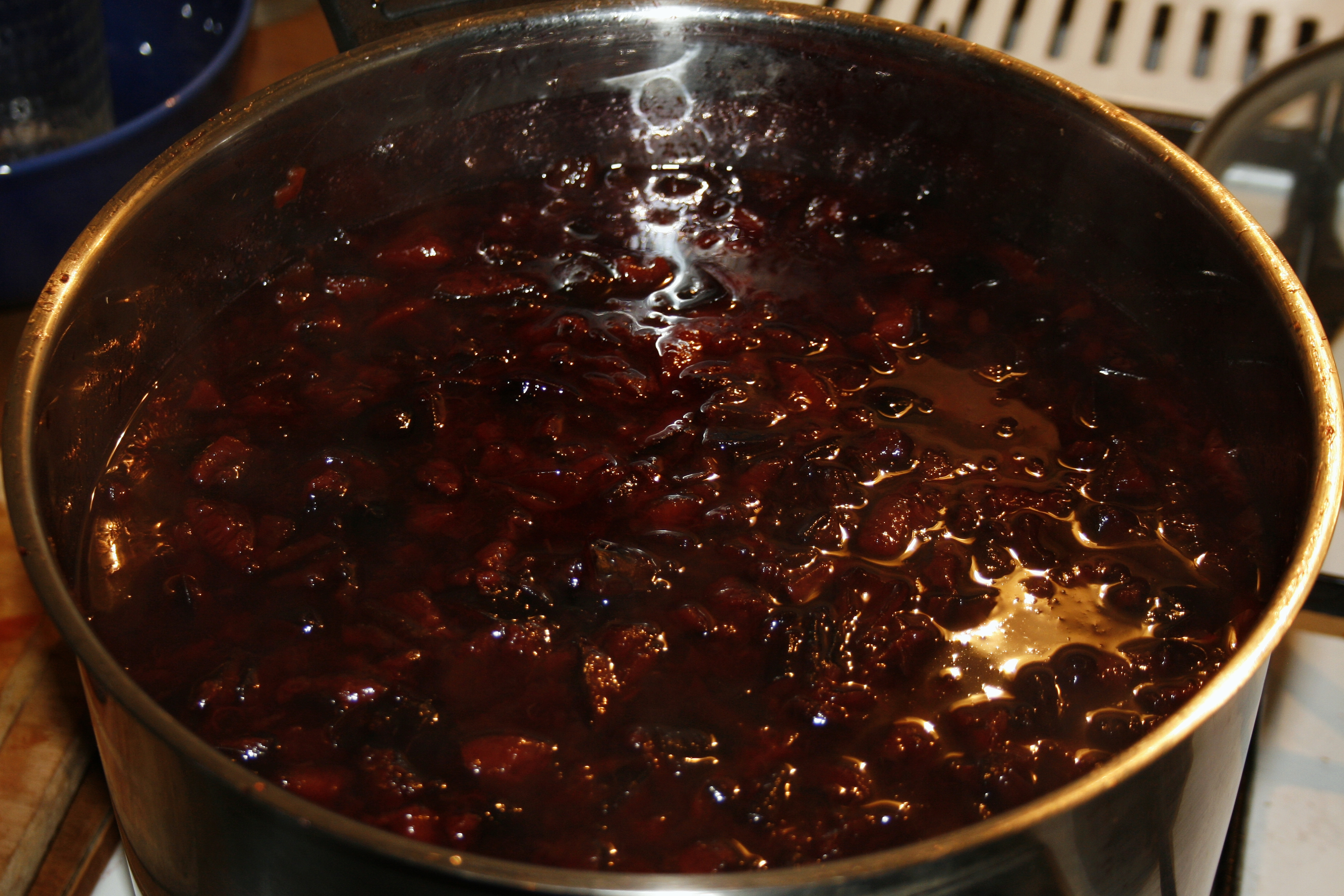
Exemple del procés de producció de powidl.

Powidl és un ingredient clau del popular menjar de carrer austríac pofesen, que és una forma de torrada francesa plena de melmelada.